# Partit del Poble (Islàndia)
El Partit del Poble (en islandès: Flokkur fólksins) és un partit polític populista d'Islàndia.

## Història
El partit es va fundar al 2016 per Inga Sæland, persona invident coneguda per haver participat com a concursant a la versió islandesa del programa Factor X. El PP s'ha descrit com a "centreesquerra en temes de discapacitat i pobresa, però de dreta en pràcticament tota la resta", populista, o nativista.
A les primeres eleccions legislatives no van obtenir suport suficient per a entrar a l'Alþingi, mantenint-se com a força extraparlamentària fins a l'any següent, quan a les eleccions anticipades van aconseguir superar el llindar amb un 6.88% dels vots, amb quatre diputats. Tanmateix, al 2018 va esclatar una crisi interna per l'anomenat Afer Klaustur o Gravacions de Klaustur, un escandol polític desencadenat per les gravacions d'àudio d'un grup de parlamentaris realitzades sense el seu coneixement al bar Klaustur de Reykjavík a finals de novembre de 2018. En aquestes, membres del Partit de Centre i dos diputats del PP feien comentaris masclistes i discutien el nomenament d'un ambaixador com a favor polític. Com a conseqüència, els dos diputats del partit van ser expulsats.
A les eleccions de 2021 i 2024 el partit continuaria el seu ascens. A la darrera legislatura, el Partit del Poble formaria part del govern de coalició de Kristrún Frostadóttir juntament amb l'Aliança Socialdemòcrata i Viðreisn, primer cop en el que entren en un gabinet. En el mateix, obtindrien tres Ministeris: Educació i Infància, Transport i Govern Local, i Afers Socials i Habitatge, aquest darrer en mans de la presidenta Inga Sæland.

## Resultats electorals
| Any  | Líder       | Vots   | %     | Escons  | +/– | Pos. | Govern            |
| ---- | ----------- | ------ | ----- | ------- | --- | ---- | ----------------- |
| 2016 | Inga Sæland | 6,707  | 3.54  | 0 / 63  | Nou | = 8è | Extraparlamentari |
| 2017 | Inga Sæland | 13,502 | 6.88  | 4 / 63  | 4   | 7è   | Oposició          |
| 2021 | Inga Sæland | 17,672 | 8.85  | 6 / 63  | 2   | 5è   | Oposició          |
| 2024 | Inga Sæland | 29,288 | 13.78 | 10 / 63 | 4   | 4t   | Coalició          |